# Linda Havenstein

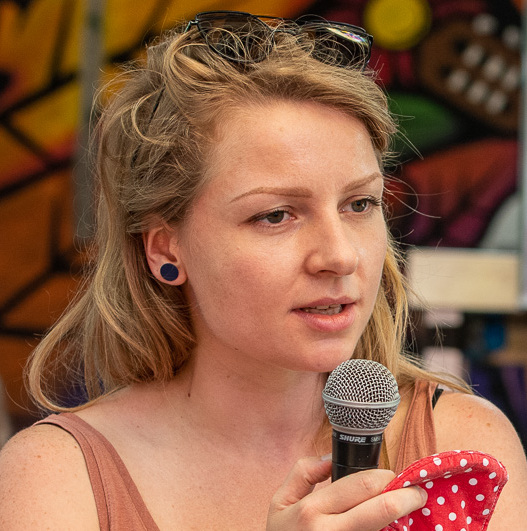
Linda Havenstein, 2020

Linda Havenstein (* 1984 in Weimar) ist eine deutsche Video- und Medienkünstlerin.

## Leben
Linda Havenstein studierte von 2004 bis 2011 an der Universität Leipzig und von 2010 bis 2011 an der University of the Ryukyus. In ihren Arbeiten beschäftigt sie sich nach eigenen Angaben mit der Beziehung von Mensch und Technologie und den kulturellen Implikationen des postdigitalen Zeitalters.
Zahlreiche Produktionen und Projekte finden in Ost- und Südostasien statt. Havenstein unterrichtet zudem  Japanologie und Digital Arts und forscht über gesellschaftspolitische Themen in Japan.
Havenstein lebt in Berlin.

## Ausstellungen (Auswahl)
- Bangkok Art Biennale, Thailand (2020)[4]
- Hongik Museum of Art, Seoul, Korea (2017)
- Art Studio Changdong, National Museum of Modern & Contemporary Art, Seoul, Korea (2015)[5]
- HOW Art Museum, Wenzhou, China (2015)[6]
- Savina Museum of Contemporary Art, Korea (2015)
- Songwon Art Center, Korea[7]
- Onassis Cultural Centre, Athen (2014)
- Haus der Kulturen der Welt, Berlin (2014)[8]
- Kunstraum Bethanien, Berlin (2014)[9]
- New York Hall of Science (2014)
- Aomori Contemporary Art Center, Japan (2013)[10]

## Auszeichnungen
- 2008 Stipendiatin des DAAD
- 2014 nominiert für den Lumen Prize Digital Art Award
- 2014 Auszeichnung beim Future Storytelling Medienwettbewerb, Anthropozän-Projekt, Haus der Kulturen der Welt, Berlin
- 2015 Changdong Fellow am National Museum of Modern and Contemporary Art, Korea.
- 2020 Residenzstipendiatin beim Seoul Museum of Art 서울시립미술관, Korea